# Karlsdorf-Neuthard
Karlsdorf-Neuthard là một đô thị thuộc huyện Karlsruhe ở Baden-Württemberg, Đức. Đô thị này có diện tích 14,01 km², dân số thời điểm 31 tháng 12 năm 2006 là 9604 người.
Karlsdorf-Neuthard có cự ly khoảng 6 km về phía tây Bruchsal và khoảng 18 km về phía đông bắc Karlsruhe.
Đô thị Karlsdorf-Neuthard được lập khi các làng Karlsdorf và Neuthard được hợp nhất vào ngày 1 tháng 1 năm 1975.
Karlsdorf-Neuthard kết nghĩa với Nyergesújfalu ở Hungary.